# Le Docteur Miracle (Lecocq)
Pour les articles homonymes, voir Le Docteur Miracle.
Personnages
- Laurette
- Véronique
- le Podestat
- le capitaine Sylvio

Le Docteur Miracle est une opérette en un acte de Charles Lecocq, livret de Léon Battu et Ludovic Halévy, créée à Paris au théâtre des Bouffes-Parisiens le 8 avril 1857.

## Historique
En juillet 1856, Jacques Offenbach qui est directeur des Bouffes-Parisiens décide d'organiser un concours d'opérette. Les concurrents doivent ainsi mettre en musique une pièce en un acte – Le Docteur Miracle – de Léon Battu et Ludovic Halévy. Le jury est présidé par Daniel-François-Esprit Auber, compositeur et directeur du Conservatoire. Soixante-huit candidats envoient leurs manuscrits - parmi lesquels six sont retenus (Georges Bizet, Jules Demersseman, Jules Erlanger, Charles Lecocq, Adrien Limagne, Antoine Maniquet). Après quoi le prix est finalement décerné conjointement à Georges Bizet et Charles Lecocq. Il est donc décidé de jouer en alternance les deux ouvrages avec les mêmes acteurs, pour donner aux lauréats des chances identiques devant le public. On veut commencer par l'ouvrage de Bizet mais Lecocq proteste. Après tirage au sort, l'ouvrage de Lecocq est ainsi créé le 8 avril 1857, et celui de Bizet le lendemain. Le succès des deux ouvrages est médiocre avec seulement onze représentations pour chacun.
Après ce premier essai dans le domaine de l'opérette, les deux compositeurs prendront des directions opposées : Georges Bizet se tournera vers l'opéra tandis que Charles Lecoq composera de nombreux opéras-bouffes et opéras-comiques.

## Argument
Laurette est éprise du capitaine Silvio. Mais son père - le podestat de Padoue – et qui ne souhaite pas avoir de militaires dans sa famille – s'oppose au mariage.
Le même jour à six heures du matin, un charlatan attire l'attention des personnages par une musique incongrue : il s'agit du docteur Miracle qui paraît-il, peut guérir tous les maux. Le podestat le chasse sans attendre.
Après avoir renvoyé son domestique parce qu'il transmettait à sa fille des lettres de Silvio, le Podestat engage Pasquin à sa place, et le charge de tous les travaux domestiques – comme de renvoyer l'amoureux de Laurette si ce dernier a l'effronterie de se présenter.
Pasquin prépare une omelette au goût écœurant que seul le podestat parvient à avaler. Après quoi ce dernier part pour une promenade digestive, laissant ainsi Laurette sous la surveillance du domestique. La jeune fille est mécontente de cette compagnie ; mais le domestique – se débarrassant de sa perruque et de son accoutrement ridicule – se révèle être Silvio. C’est alors que le podestat revient et les surprend et met le militaire à la porte.
Le podestat reçoit alors une lettre de Silvio dans laquelle ce dernier indique que l'omelette était empoisonnée et que sa mort est imminente. Effrayé, le podestat demande alors à Véronique – son épouse (en secondes noces) – de faire venir de toute urgence un médecin. Mais cette dernière, préférant sa fin prochaine, au lieu d'appeler un médecin lui demande qu'il teste en sa faveur. 
Finalement, le docteur Miracle est appelé. Il arrive habillé de sa robe noire, avec son chapeau pointu, sa barbe et ses lunettes. Il examine le malade, affirme qu'il peut le guérir, mais ajoute qu'il ne fera rien s'il ne lui accorde la main de sa fille – qui elle a reconnu Silvio sous les habits du docteur. Ce dernier, tenant avant tout à sauver sa vie, la lui accorde sans attendre. C'est alors qu'il apprend que l'omelette n'a jamais été empoisonnée et que le docteur Miracle n'est autre que Silvio.

## Distribution de la création
- Dalmont : Laurette
- Mafé : Véronique
- Étienne Pradeau : le Podestat
- Gustave Gerpré : le capitaine Sylvio

## Source
- Académie nationale de l'opérette (ANAO), « Le Docteur Miracle », sur Opérette, 2008 (consulté le 4 février 2010)
- Pierre Girod, « Le concours et l'œuvre  », sur la Bru Zane Mediabase, 2019 (consulté le 19 août 2024).